# بوريس بويون

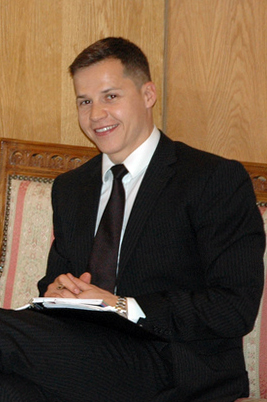
بوريس بويون

بوريس بويون (9 ديسمبر 1969) ‏(بالفرنسية: Boris Boillon)‏ سياسي فرنسي يشغل منصب سفير الجمهورية الفرنسية في تونس منذ يناير 2011، ولد بوريس في عام 1969 بالجزائر، وهو خريج معهد الدراسات السياسية بباريس ومعهد درسات الحضارات واللغات الشرقية وهو يجيد اللغة العربية بطلاقة.
مناصب شغلها:
- مستشار في السفارة الفرنسية في الجزائر (2001 - 2004)
- نائب القنصل العام في القدس ونائب الممثل الخاص للاتحاد الأوروبي لعملية السلام في الشرق الأوسط (أغسطس 2004 - أبريل 2006)
- مستشار رئيس الجمهورية لشؤون الشرق الأوسط وشمال أفريقيا (مايو 2007)
- سفير فرنسا في العراق (يوليو 2009)
- سفير فرنسا في تونس (26 يناير 2011)